# ジョン・ロス (宣教師)

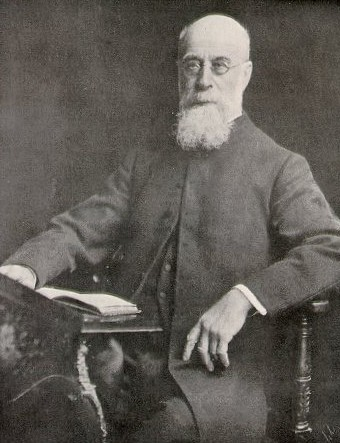
ジョン・ロス

ジョン・ロス（John Ross、中国名：羅約翰、1842年 - 1915年）は英国スコットランド出身のキリスト教宣教師で、19世紀後半から20世紀にかけて中国東北部を中心に布教して、瀋陽に東関教会を建てた。はじめての朝鮮語の聖書翻訳をしたことでも知られている。

## 生涯
キリスト教宣教師として1872年にスコットランドの長老教会・スコットランド合同長老教会ミッション（en:Scottish United Presbyterian Mission）から満州へ派遣された。中国語の習得に努める一方で、中国の古典を深く学び、文化や慣習に精通した。はじめ営口に上陸したが 、後に奉天（現在の瀋陽）に移り、1889年ここに教会堂を建てた。市街部の城壁の城壁内にはキリスト教会堂の建築は許されていなかったので、大東門のすぐ外側に建築されたので、東関教会と呼ばれ、現在も教会堂として使われていて、そこにジョン・ロス記念館もあり、公開されている。後に撫順での宣教も行なっている。
満州の朝鮮族の漢方薬商・李応賛と出会い、朝鮮語を学ぶ。新約聖書全巻を当地で初めて朝鮮語に翻訳、1887年にシンガポールで印刷後に朝鮮半島に送ったので、中国の朝鮮族・朝鮮半島のキリスト教発展の揺り籠の一つともいわれている。。1877年には西洋人による初の朝鮮語学習案内書『コリアンプリマー（Korean　primer）』を出版、1879年に『コリアの歴史』を出版した。それ以後も朝鮮の言語・地理・歴史などについて叙述している。特にハングルを高く評価し、外交面では日本やロシアの朝鮮半島進出を警戒した。また天然痘の蔓延を危惧している。1910年に健康上の理由で帰国したが、スコットランド・中国協会などで中国への支援を続けた。